# Рікенбах (Цюрих)
Рікенбах (нім. Rickenbach ZH) — громада  в Швейцарії в кантоні Цюрих, округ Вінтертур.

## Географія
Громада розташована на відстані близько 125 км на північний схід від Берна, 28 км на північний схід від Цюриха.
Рікенбах має площу 6 км², з яких на 15,7% дозволяється будівництво (житлове та будівництво доріг), 59,8% використовуються в сільськогосподарських цілях, 23,1% зайнято лісами, 1,3% не є продуктивними (річки, льодовики або гори).

## Демографія
2019 року в громаді мешкало 2749 осіб (+9,6% порівняно з 2010 роком), іноземців було 11,8%. Густота населення становила 457 осіб/км².
За віковим діапазоном населення розподілялося таким чином: 24,2% — особи молодші 20 років, 57,8% — особи у віці 20—64 років, 17,9% — особи у віці 65 років та старші. Було 1110 помешкань (у середньому 2,5 особи в помешканні).
Із загальної кількості 552 працюючих 75 було зайнятих в первинному секторі, 60 — в обробній промисловості, 417 — в галузі послуг.